# بريسيلا ريزيند
بريسيلا ريزيند (بالبرتغالية: Priscila Rezende‏) هي فنانة برازيلية، ولدت في 1985 في بيلو هوريزونتي في البرازيل.

## وصلات خارجية
- الموقع الرسمي